# Amerila novaeguineae
Amerila novaeguineae är en fjärilsart som beskrevs av Rothschild 1914. Amerila novaeguineae ingår i släktet Amerila och familjen björnspinnare. Inga underarter finns listade i Catalogue of Life.